# Computerized Maintenance Management System
Der Begriff Computerized Maintenance Management System (CMMS, auf Deutsch Instandhaltungsplanungs- und -steuerungssystem (IPS), auch Enterprise asset management) beschreibt die systematische Unterstützung von Instandhaltungsabläufen durch Software.
CMMS-Software verwaltet instandhaltungsrelevante Informationen in einer Datenbank. Diese Datenbank unterstützt die täglichen Arbeitsabläufe der Instandhalter (Beispiel: Bereitstellung von Bestellinformationen für Ersatzteile) und kann als Basis für eine Optimierung der Instandhaltungsabläufe dienen (Beispiel: Optimierung von Stillstandszeiten durch Vorziehen von Inspektionen).
Typische Bestandteile des CMMS sind:
- Verwaltung von Wartungs- und Inspektionsplänen (regelmäßig wiederkehrende Aufgaben)
- Instandhaltungsaufträge: Verwaltung, Planung, Kostenkontrolle und Dokumentation
- Asset-Management: Gerätedaten, Handbücher, Checklisten, Gewährleistungsinformationen, Inspektionsintervalle, Serviceverträge, Kaufdatum, zu erwartende Lebensdauer
- Lagerverwaltung: Verwaltung und Organisation von Ersatzteilen, Werkzeugen, Hilfsmitteln und Verbrauchsmaterialien
- Statistische Analyse: Anzahl der notwendigen Wartungsarbeiten, Datum der letzten Inspektion, Laufzeitinformationen
- Auswertungen und Berichte zur Unterstützung eines kontinuierlichen Verbesserungsprozesses (KVP)
  - Kennzahlenberechnung nach DIN
  - Vergleich von Plan- und Istdaten (wie Zeiten, Materialien, Kosten)
  - Assetkosten